# Charles West (Techniker)
Charles Frederick West (* 29. November 1901 in Toledo, Lucas County (Ohio); † 31. August 1997 in Los Angeles County, Kalifornien) war ein amerikanischer Techniker der Paramount Studios, dem bei der Oscarverleihung 1956 zusammen mit Loren L. Ryder und Henry Fracker für einen Projektionsfilm-Index, um den richtigen Rahmen für verschiedene Seitenverhältnisse festzulegen („for a projection film index to establish proper framing for various aspect ratios“), der Technical Achievement Award verliehen wurde.
Er starb am 31. August 1997 im Alter von 95 Jahren unter nicht bekannten Umständen.
Weitere Erkenntnisse über das Leben und den beruflichen Werdegang von Charles West liegen nicht vor.